# Quesnelia imbricata
Quesnelia imbricata là một loài thực vật có hoa trong họ Bromeliaceae. Loài này được L.B.Sm. miêu tả khoa học đầu tiên năm 1952.